# Mine de charbon de la Tranchée
La mine de charbon de la Tranchée est une mine exploitée jusqu'à la fin du XIXe siècle, à Mauges-sur-Loire, en France. Le site est également composé de fours à chaux, d'une carrière et d'un port. Ce site minier est inscrit aux monuments historiques.

## Géologie

Carte de l'étendue du bassin houiller de Basse Loire.
Namurien
Stéphanien
- Limites départementales

Le gisement exploité est au cœur du bassin houiller de Basse Loire qui appartient à l'âge Namurien (daté entre -325 et -315 millions d'années), exploité par 11 concessions et l'extrémité est appartient au Stéphanien (daté entre -307 et -299 millions d'années), exploité par une seule et unique concession, celle de Doué-la-Fontaine.

## Localisation
Le site minier est percé dans le sillon houiller du bassin de la Basse-Loire, le long du quai Monseigneur Provost, à Montjean-sur-Loire (actuelle commune déléguée de Mauges-sur-Loire), en rive gauche de la Loire, dans le département français de Maine-et-Loire.

## Histoire
La Tranchée est l'un des treize sites chaufourniers de Montjean. Un site d'exploitation carbonifère existe depuis 1541. En 1743, le seigneur de Montjean, le baron René de Mailly obtient un privilège royal et modernise l'extraction.
La concession de la Tranchée date de 1806. Le puits de mine est creusé avant 1839, par la Compagnie minière d'Evain.
Le chevalement est construit en 1874 et 1875 par Edmond Heusschen, architecte d'origine belge.
Le volume produit atteint son apogée en 1891 avec 16 206 tonnes. L'extraction du charbon (500 000 tonnes au total) et la production de chaux cessent en 1892,.
Le site entier est inscrit au titre des monuments historiques en 2004.

## Description
Le site est constitué du puits de la Tranchée, surmonté d'un chevalement, d'un septuple four à chaux et du bâtiment de la machine à vapeur, répartis sur un plateau calcaire (terrain d'assiette) prolongé par un quai sur la Loire.

### Puits
Le puits de la Tranchée atteint la profondeur de 185 mètres. 

### Chevalement
Le chevalement est un étroit et haut bâtiment de maçonnerie en pierres, de type hangar, de 32 mètres, achevé en 1875 ; il encadrait une structure en bois soutenant le treuil de remontée de la matière première.
Le mécanisme de remontée était motorisé par une machine à vapeur de Watt.
Il est le plus massif des treize chevalements subsistants en France.

### Fours à chaux

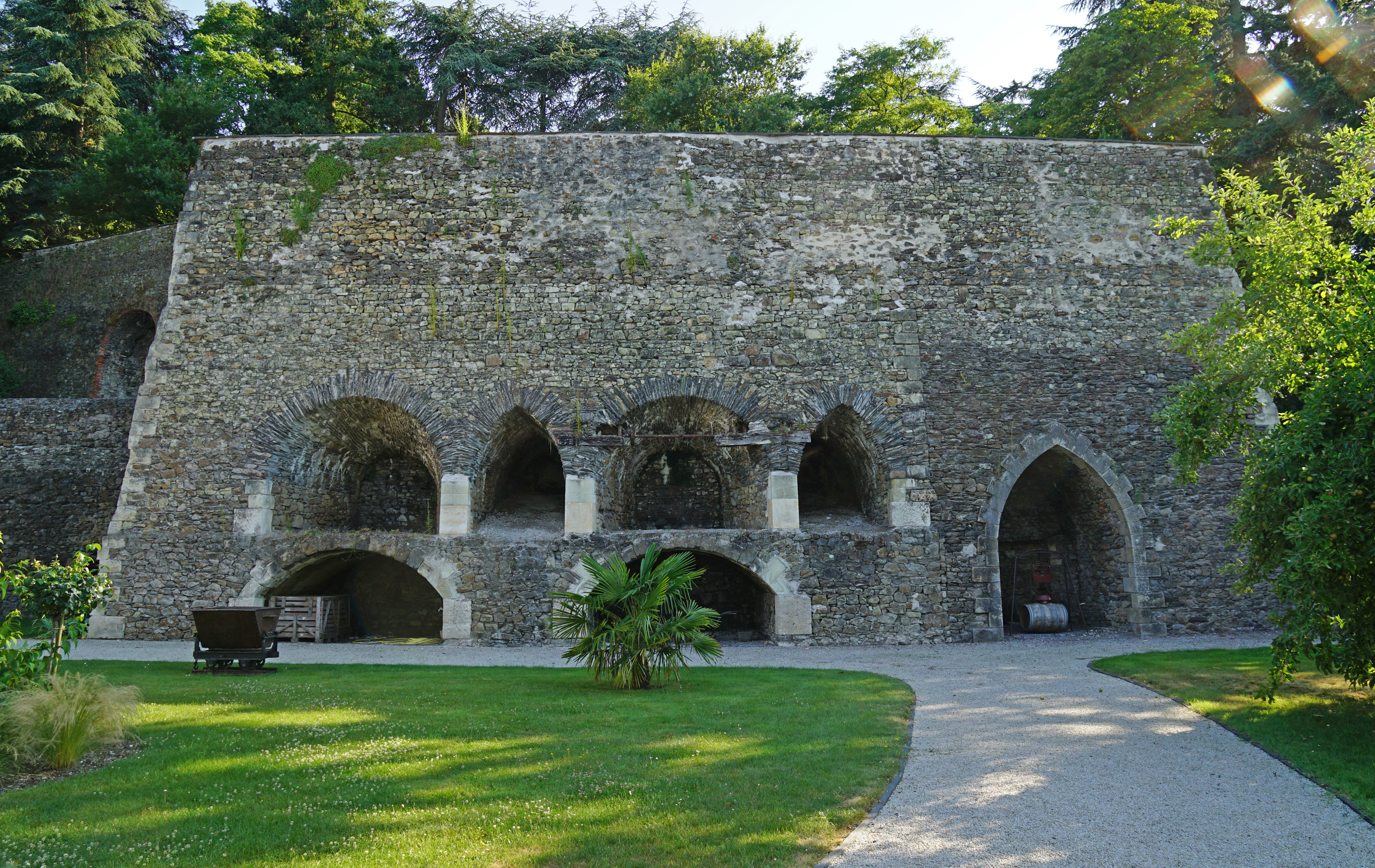
Les fours à chaux.

Les sept fours sont construits en 1875, rassemblés dans un bâtiment de forme pyramidale tronquée, variant de 7 à 14 mètres de haut par 8 à 16 mètres à la base.
Le charbon, directement remonté via le treuil du chevalement, alimentait les fours où l'on calcinait la pierre calcaire pour la transformer en chaux.

### Machinerie
Le bâtiment abritait une machine à vapeur de Watt, installée en 1822, pour mécaniser le treuil et le relevage des eaux d'infiltration ; il servait aussi de logement au technicien de maintenance.

Le chevalement.
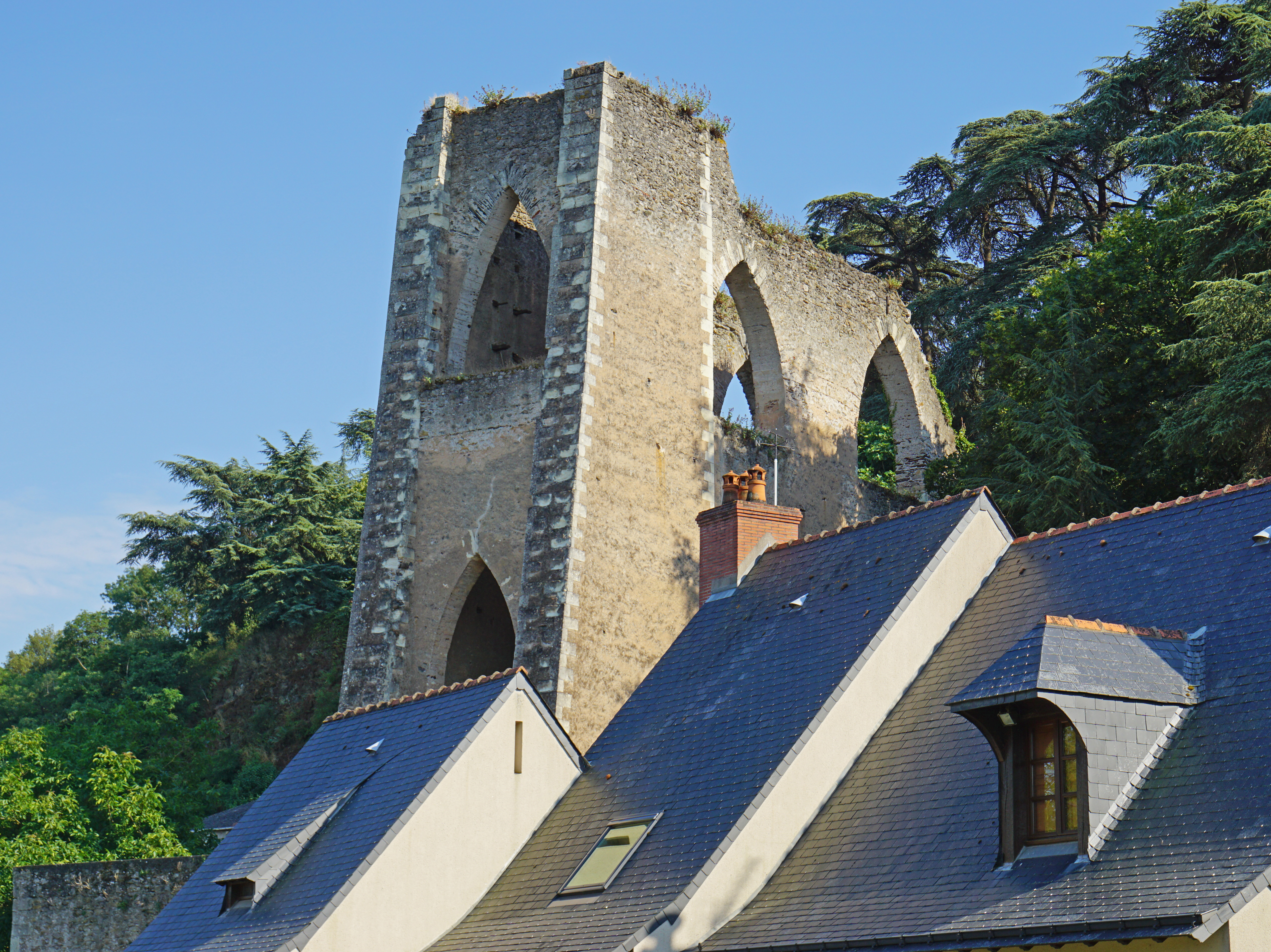
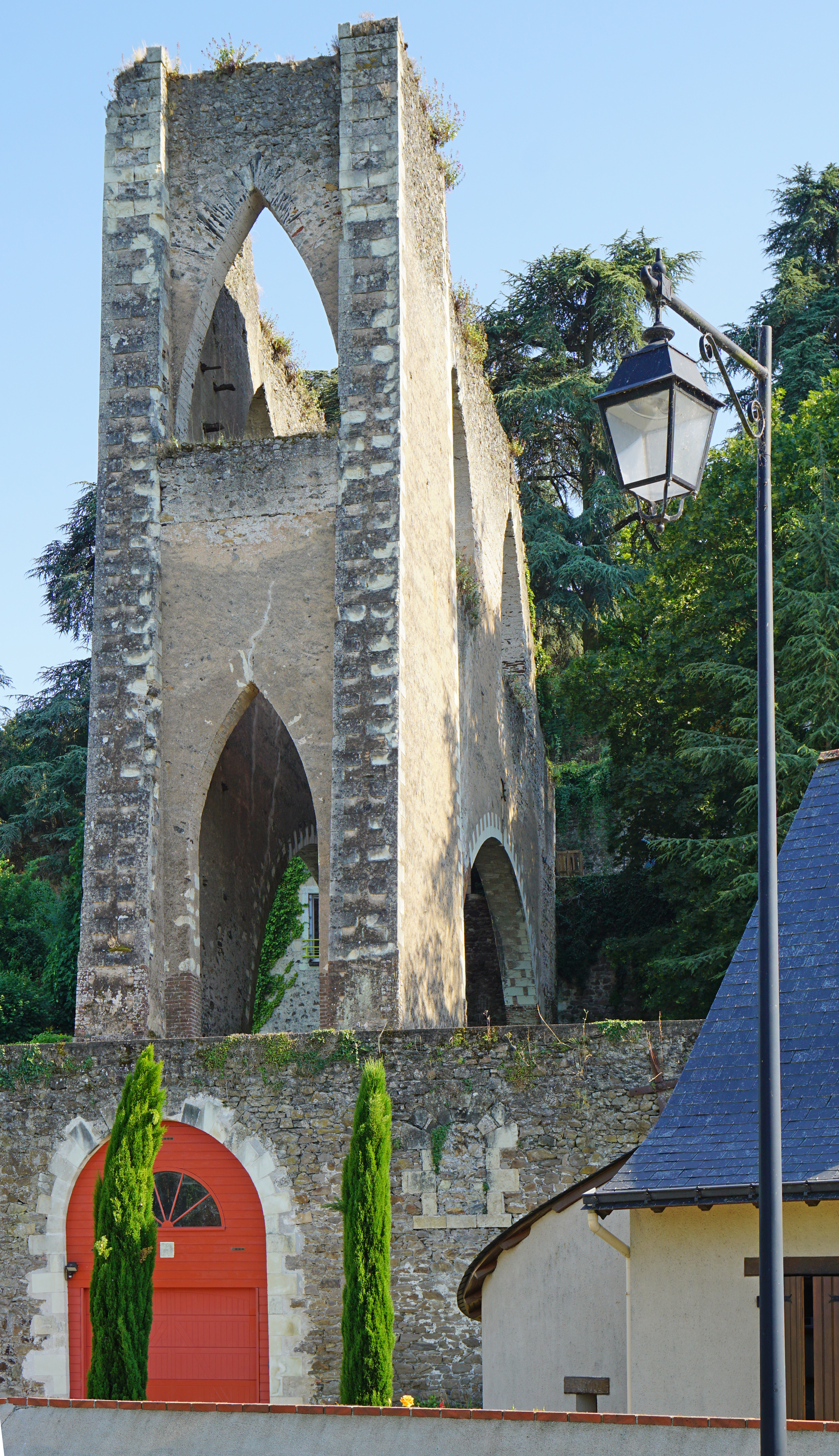
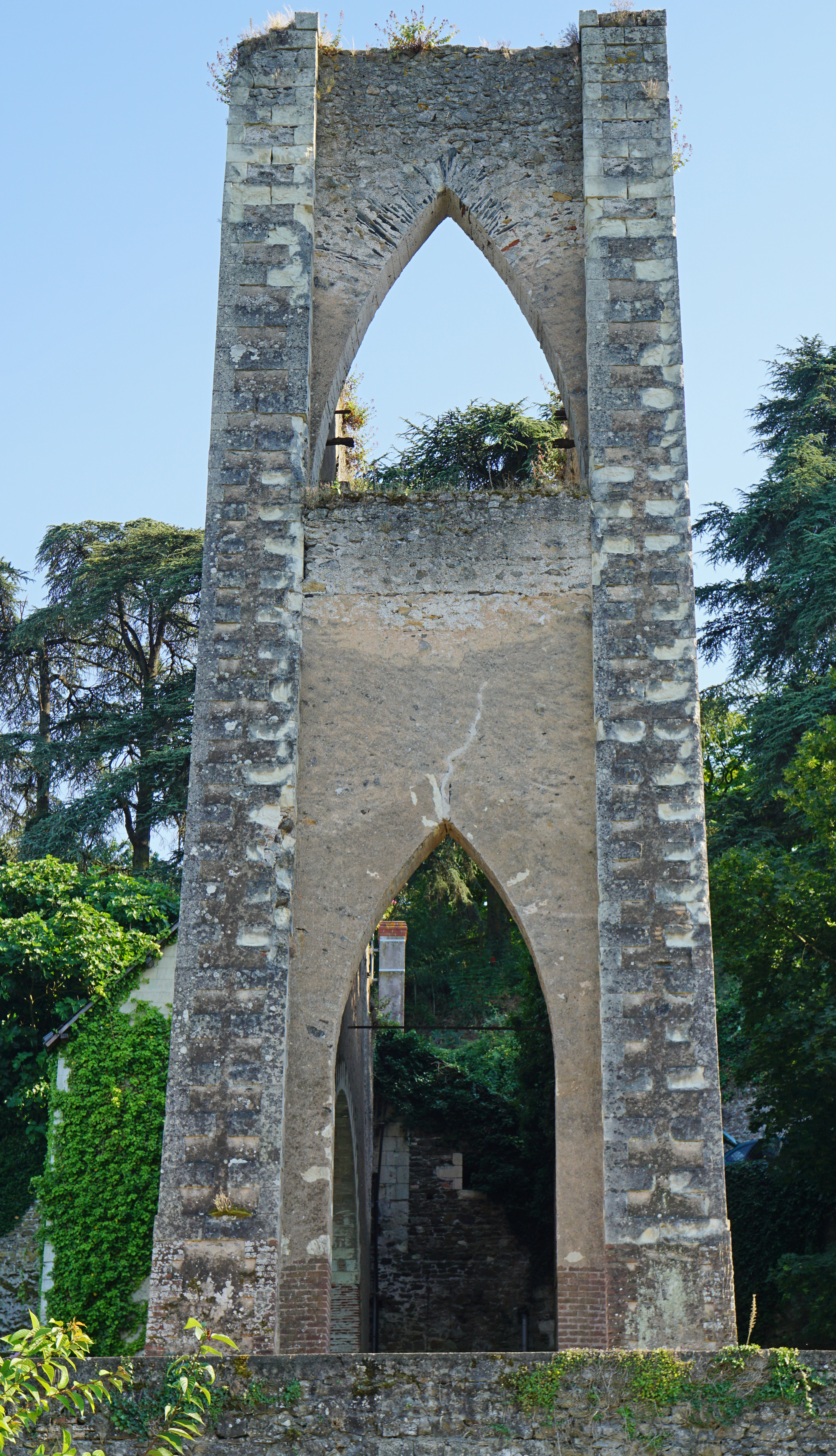
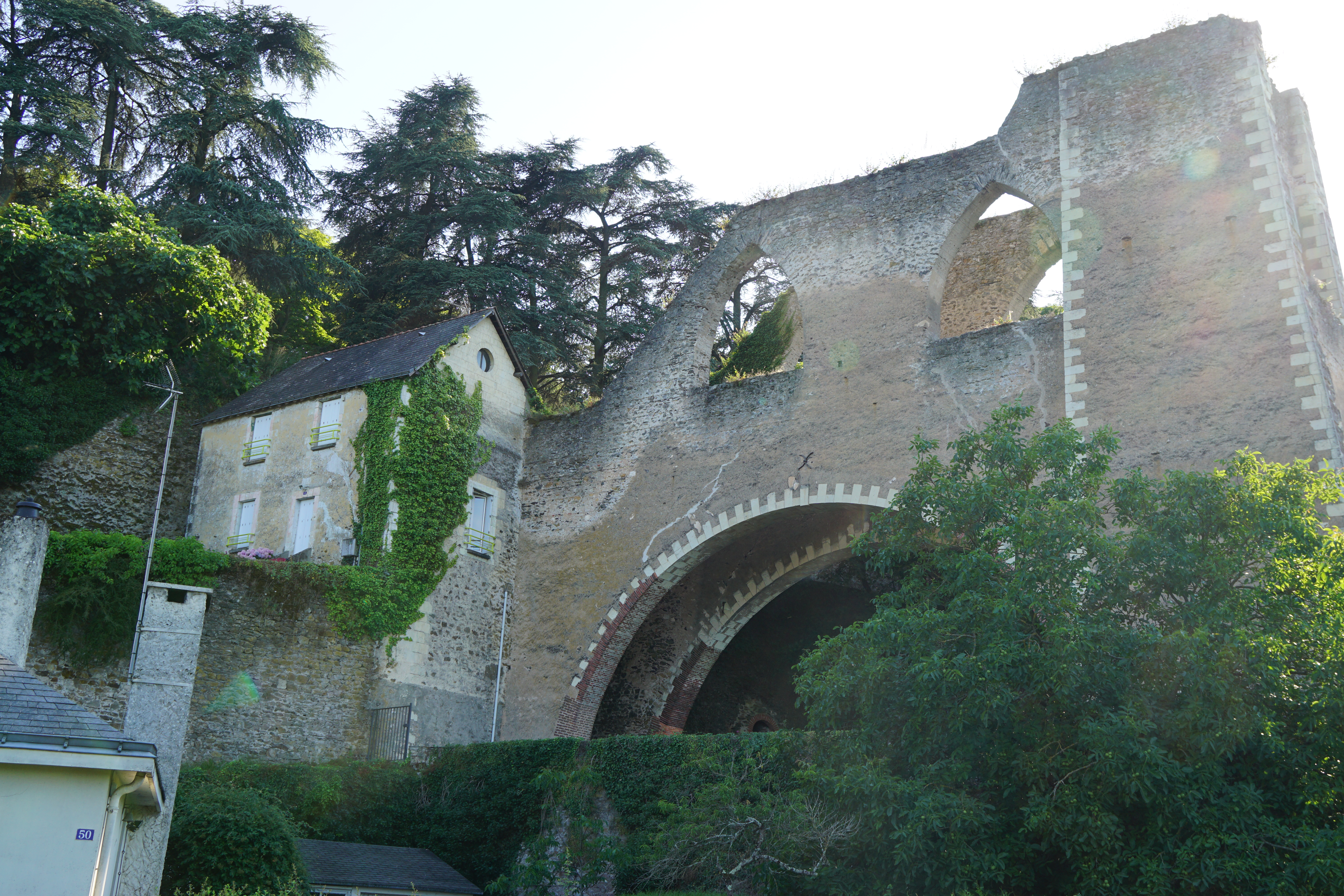
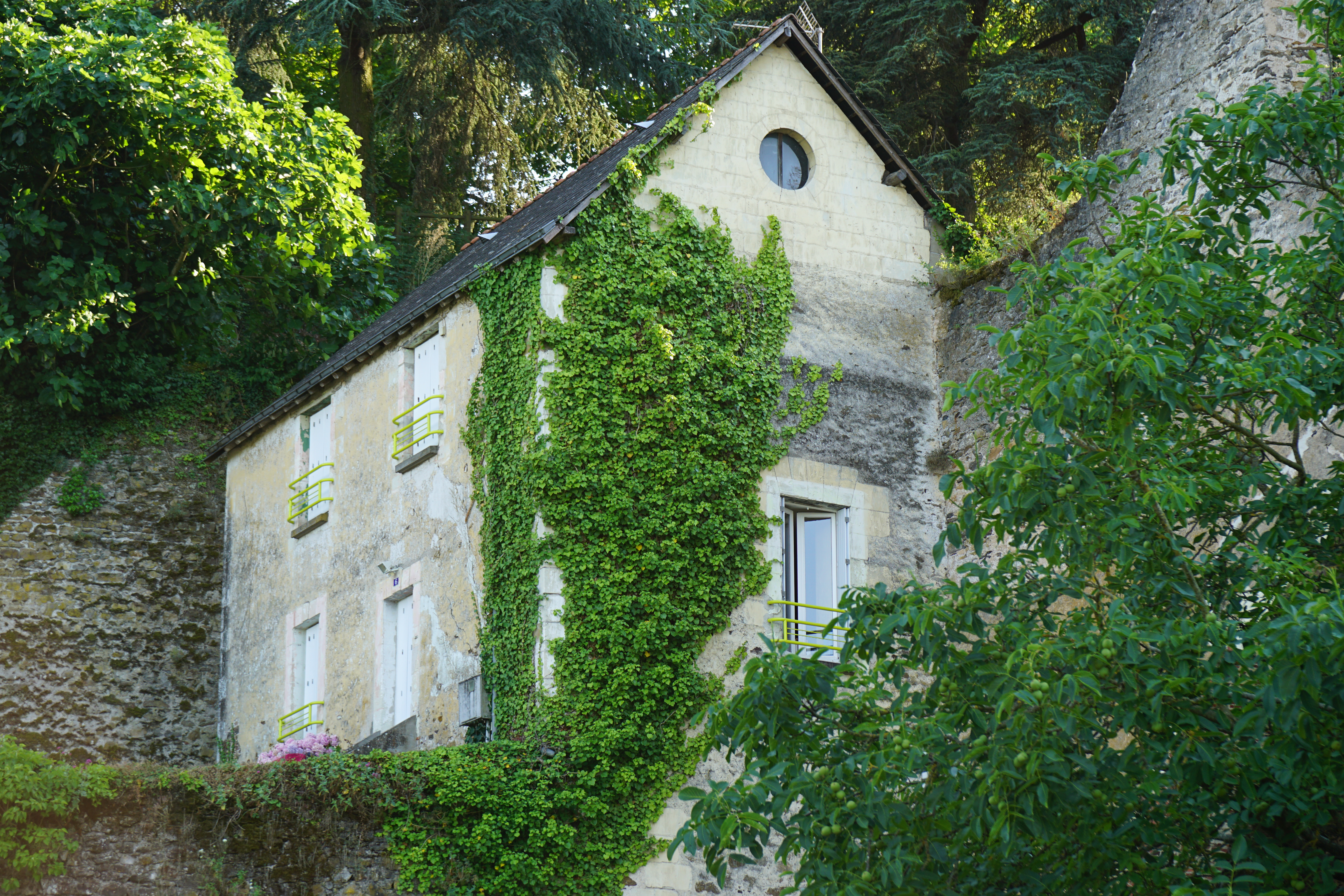
Bâtiment de la machine d'extraction.